# Tylonautilus
Tylonautilus is een geslacht van uitgestorven nautiloïden binnen de orde Nautilida uit het Vroeg-Carboon van Europa en het Perm van Japan.
Het geslacht werd in 1928 benoemd door Pringle en Jackson.
Tylonautilus heeft een opgerolde schelp met een min of meer vierkante kranssectie, evolutief opgerold met alle kransen zichtbaar. De buitenrand, de venter, heeft een gladde mediane depressie die aan weerszijden wordt begrensd door draadachtige lirae, gevolgd door rijen knooppunten, radiaal gerangschikt. De hechtdraad heeft brede ventrale en laterale lobben, de sifunkel staat centraal.
Tylonautilus is een lid van de Tainoceratidae die, met andere verwante families, de nautiloïde superfamilie Tainocerataceae vormt. Zoals met de meeste, zo niet alle tainoceratiden, was Tylonautilus waarschijnlijk een bodembewoner die zijn tijd doorbracht met kruipen of misschien dicht bij de zeebodem zwom.